# Александрово (Мерошина)
Александрово је насеље у Србији у општини Мерошина у Нишавском округу. Према попису из 2022. било је 407 становника (према попису из 1991. било је 361 становника).

## Историја
Александрово је место никло између Ниша и Прокупља, у којем су у другој половини 19. века колонизовани Срби из Баната. По једном извештачу из 1882. године место се зове "Александровац", у атару тадашње Крушачке општине. Простор је запустео, а ново село је било 3 км удаљено од Мораве; неплодно земљиште без заклона и воде. Около су били раштркани Арнаути који су се почели повлачити у планине. Године 1901. по административној подели Краљевине Србије дефинисана је општина Александровачка, којој су припадала места, поред главног Александрова: Балајинац, Батушница, Брест, Градиште, Крушце са засеоком Крушачки поток, Мерошина и Мрамор за заселком Мраморски поток.
Парох неузински поп Стефан Болманац је 1880. године довео у Србију, у новоосвојене крајеве око 200 породица из више банатских села, а највише из Српске Неузине и Боке. Повод је био подржављење српских вероисповедних школа, које су извршили државне угарске власти, спроводећи мађаризацију. У новоосвојеним српским областима било је места за српске насељенике из свих крајева. Прво су у Александрову стигли Бачвани, двадесетак породица из Темерина, Жабља, Госпођинаца. Придружили су им се и сељаци из Баната и Срема, на изабраној пустари 1881. године. Дошли су они на позив српске владе која им је понудила: земљиште за кућу и башту (20 ари), око 8 јутара земље и додатно по 2 јутра свакој мушкој глави старијој од 16 година. Једини је услов да не смеју током 15 година исту продавати или наслеђивати. По истеку рока она је требало да се укњижи на њихово име. Насељеници су дуго тражили погодну пустару на којој би могли да буду сви заједно. Како нису успели у намерама, део њих 70 породица се населило у Александрову, а део њих 40 породица у месту Божурје (тачније - Нова Божурна), код Прокупља. Много Војвођана је било и у местима Нова Божурна и Косанчић. Остали су се раселили по другим местима у мањим групама. Године 1889. надвила се опасност над Александровом, када се јавио неки Турчин са тапијом на то место. Претило је становништву расељавање, јер је овај преко новина продавао то земљиште, на којем је поникла војвођанска колонија. Али умешала се српска влада.
Парох Стеван Болманац се док је живео у Банату бавио писањем. Као врло млад, између 1857-1858. године био је конзисторијални писар у Горњекарловачкој епархији и предавао црквено појање у богословији у Карловцу. Затим се премешта у Бачку, па Банат као свештеник. Док је био ђакон у Бечеју 1863. године је издао књигу "Слова" од покојног владике Сергија Каћанског. Владика Горњокарловачки је био велики говорник, и у књизи су објављени текстови његових проповеди, са кратким животописом. Јавља се затим ђакон Стефан 1866. године у Старом Бечеју као претплатник "Школског листа". Када се запопио и постао парох у Српској Неузини 1868. године дао је прилог 1 ф. за Школски фонд. Као српско-неузински парох написао је 1876. године књигу о пчеларству. Реч је о наслову: "Кратка теоретично-практична наука о пчеларству". Мада је он био истакнути пчелар, председник Пчеларског удружења, његово стручно дело Матица српска није наградила. Стеван Болманац је 1878. године објавио драгоцени црквени информатор: "Шематизам источно-православне митрополије у Угарској". Провео је као српско-неузински парох време између 1868-1879. године, да би се иселио у Србију са делом својих парохијана. Књижевним радом се затим бави у културном центру новог окружења, у Нишу. Када је 1894. године основана "Пољопривредна дружина у Мерошини" (у коју су ушли пољопривредници из места и околиних села) поп Болманац је водио главну реч и тада изабран у Управу њену. Исте 1894. године александровски свештеник је објавио у Нишу занимљиву књигу, под насловом: "Спеви, беседе, поздрави и други књижевни радови". У тој садржајној књизи нашли су се и поздравни говор насељеницима по доласку у Александрово, као и одељак "Насељење Александрова", као мала хроника села. Поетску књигу "Спеви" штампа следеће 1895. године. Године 1898. он је још био парох Александровски.
Десет година по насељавању 1888. године у месту Александрову није било ни цркве, ни школе а ни механе. Поп Стеван је одмах по пресељењу, до 1882. године био учитељ у најближој школи - крушачкој. Он је затим између 1879-1899. године парох у Александрову, а у прво време и парох Међуровачки и Биљешки. Прославио је 1899. године у Прокупљу 40. година свештеничке службе.
Многе куће у Александрову су тада биле покривене трском, а сам изглед је био равничарски, а што није било уобичајено у Србији. Становници су се такође по свему разликовали од других: и по говору, ношњи, обичајима и карактеру. Било је тада у месту 79 домаћинстава са укупно 480 душа. Насељеници су дошли у Александрово из 16 места; поред наведених то су и Чуруг, Жабаљ, Черевић, Сурдук, Вршац и др. Мада се радило о сиротињи они су се лепо снашли; држали су стоку, ловили рибу у Морави, а жене су гајиле поврће и живину за пијацу. Досељеници су унапредили живот у околини; увели су гвоздени плуг који вуку два коња, почели су да лове рибу мрежама, утицали су на тамошње Србе својим чистим српским говором, и били вредни и одговорни ратари. Поп Болманац је 1894. године од Српског пољопривредног удружења у Београду тражио да пошаљу у Александрово, плуг комбиновани прашач - огртач. Њихов сир. кајмак, милерам и бутер су били надалеко познати и тражени због квалитета. На нишку пијацу се односило између два рата по тона сира и прерађевина.
Познати гајдаш родом из Вршца, М. Јекић је био надалеко цењен и тражен. Место је као своју сеоску славу обележавало рођендан престолонаследника Александра Обреновића. Становници су изабрани Црквено-школски одбор који је скупљао прилоге за градњу цркве и школе. Комадант Ниша им је доделио један заробљени турски топ, који су звоноливци из Вршца, фирма Ђорђе Бота и синови, прелили у два звона, за будућу цркву. Требало је да те јесени крену истовремену градњу цркве и школе. Међутим осим подигнуте звонаре у прво време, богомоља није била подигнута ни до 1940. године. Становници су одувек ишли у Балијиначку цркву. Школа је међутим прорадила, била четвороразредна. Од децембра 1894. године у Александрову је један учитељ, Живојин Стојићевић, који предаје ђацима сва четири разреда. Октобра 1898. године дошао је учитељ Гаврило Марковић. Децембра исте 1898. године у школи раде учитељ Новак Михаиловић и учитељица Олга Мартиновић. Прешао је 1902. године из Облачине у Александрово, да предаје у тамошњој школи са четири разреда, Петар Манојловић.

### Топлички устанак
Током херојског а трагичног Топличког устанка 1917. године страдало је Александрово. Ту су се водиле очајничке борбе, за сваку кућу између српских комита и устаника против окупаторске аустроугарске и бугарске војске. Становници Александова, нејач - жене и деца су током устанка били интернирани. Српски устаници су након ослобођења Прокупља кренули на Ниш. Њих 300-400 четника се између Мерошине и Александрова сукобило са непријатељским јаким трупама. Изненађени силином напада Швабе и Бугари су се повукли у Александрово, где су се утврдили у кућама. Устаници су јуришом прошли кроз непријатељску митраљеску пуцњаву, ушли у село и кренула је борба за сваку кућу. По собама се тукло ножевима и кундацима, при чему је непријатељка војска ипак одступила. Прешли су Мораву и упутили се у Ниш, тражећи уточиште. У борби за Александрово убијено је наводно неколико стотина непријатељских војника, док са српске стране изгинуло 40 четника. Ту је погинуо комитски четовођа Тоза Костић из Реснице, син бившег народног посланика Цветка Костића.
Године 1940. у месту је било стотинак кућа са преко 500 становника. Председник општине Александрово је у то време Арса Мештеровић, а деловођа Светислав Миленковић. Интензивнија "асимилација" од стране старосеоца Срба топличких је кренула од 1912. године, па досељеници све више губе своје особености.

## Демографија
У насељу Александрово живи 320 пунолетних становника, а просечна старост становништва износи 43,2 година (42,4 код мушкараца и 44,0 код жена). У насељу има 127 домаћинстава, а просечан број чланова по домаћинству је 3,09.
Ово насеље је великим делом насељено Србима (према попису из 2002. године).
|  |

| Демографија | Демографија | Демографија |
| Година      | Становника  | Становника  |
| ----------- | ----------- | ----------- |
| 1948.       | 429         |             |
| 1953.       | 402         |             |
| 1961.       | 335         |             |
| 1971.       | 305         |             |
| 1981.       | 362         |             |
| 1991.       | 361         | 361         |
| 2002.       | 393         | 393         |
| 2011.       | 409         |             |

| Етнички састав према попису из 2002.‍ | Етнички састав према попису из 2002.‍ | Етнички састав према попису из 2002.‍ | Етнички састав према попису из 2002.‍ | Етнички састав према попису из 2002.‍ |
| ------------------------------------ | ------------------------------------ | ------------------------------------ | ------------------------------------ | ------------------------------------ |
|                                      |                                      |                                      |                                      |                                      |
| Срби                                 | Срби                                 |                                      | 377                                  | 95,92%                               |
| Роми                                 | Роми                                 |                                      | 5                                    | 1,27%                                |
| Македонци                            | Македонци                            |                                      | 2                                    | 0,50%                                |
| Словенци                             | Словенци                             |                                      | 1                                    | 0,25%                                |
| Немци                                | Немци                                |                                      | 1                                    | 0,25%                                |
| непознато                            | непознато                            |                                      | 7                                    | 1,78%                                |

| Година пописа     | 1948. | 1953. | 1961. | 1971. | 1981. | 1991. | 2002. |
| ----------------- | ----- | ----- | ----- | ----- | ----- | ----- | ----- |
| Број домаћинстава | 87    | 98    | 95    | 93    | 116   | 110   | 127   |

| Број чланова      | 1  | 2  | 3  | 4  | 5 | 6 | 7 | 8 | 9 | 10 и више | Просек |
| ----------------- | -- | -- | -- | -- | - | - | - | - | - | --------- | ------ |
| Број домаћинстава | 23 | 40 | 19 | 20 | 9 | 6 | 8 | 2 | 0 | 0         | 3,09   |

| Пол    | Укупно | Неожењен/Неудата | Ожењен/Удата | Удовац/Удовица | Разведен/Разведена | Непознато |
| ------ | ------ | ---------------- | ------------ | -------------- | ------------------ | --------- |
| Мушки  | 163    | 35               | 113          | 10             | 5                  | 0         |
| Женски | 170    | 24               | 115          | 25             | 4                  | 2         |
| УКУПНО | 333    | 59               | 228          | 35             | 9                  | 2         |

| Пол    | Укупно                    | Пољопривреда, лов и шумарство | Рибарство                            | Вађење руде и камена | Прерађивачка индустрија       |
| ------ | ------------------------- | ----------------------------- | ------------------------------------ | -------------------- | ----------------------------- |
| Мушки  | 71                        | 14                            | 0                                    | 0                    | 17                            |
| Женски | 35                        | 12                            | 0                                    | 0                    | 12                            |
| УКУПНО | 106                       | 26                            | 0                                    | 0                    | 29                            |
| Пол    | Производња и снабдевање   | Грађевинарство                | Трговина                             | Хотели и ресторани   | Саобраћај, складиштење и везе |
| Мушки  | 1                         | 2                             | 3                                    | 0                    | 6                             |
| Женски | 0                         | 0                             | 1                                    | 1                    | 0                             |
| УКУПНО | 1                         | 2                             | 4                                    | 1                    | 6                             |
| Пол    | Финансијско посредовање   | Некретнине                    | Државна управа и одбрана             | Образовање           | Здравствени и социјални рад   |
| Мушки  | 0                         | 4                             | 9                                    | 0                    | 4                             |
| Женски | 0                         | 1                             | 0                                    | 1                    | 2                             |
| УКУПНО | 0                         | 5                             | 9                                    | 1                    | 6                             |
| Пол    | Остале услужне активности | Приватна домаћинства          | Екстериторијалне организације и тела | Непознато            | Непознато                     |
| Мушки  | 5                         | 0                             | 0                                    | 6                    | 6                             |
| Женски | 0                         | 0                             | 0                                    | 5                    | 5                             |
| УКУПНО | 5                         | 0                             | 0                                    | 11                   | 11                            |